# Tube Alloys

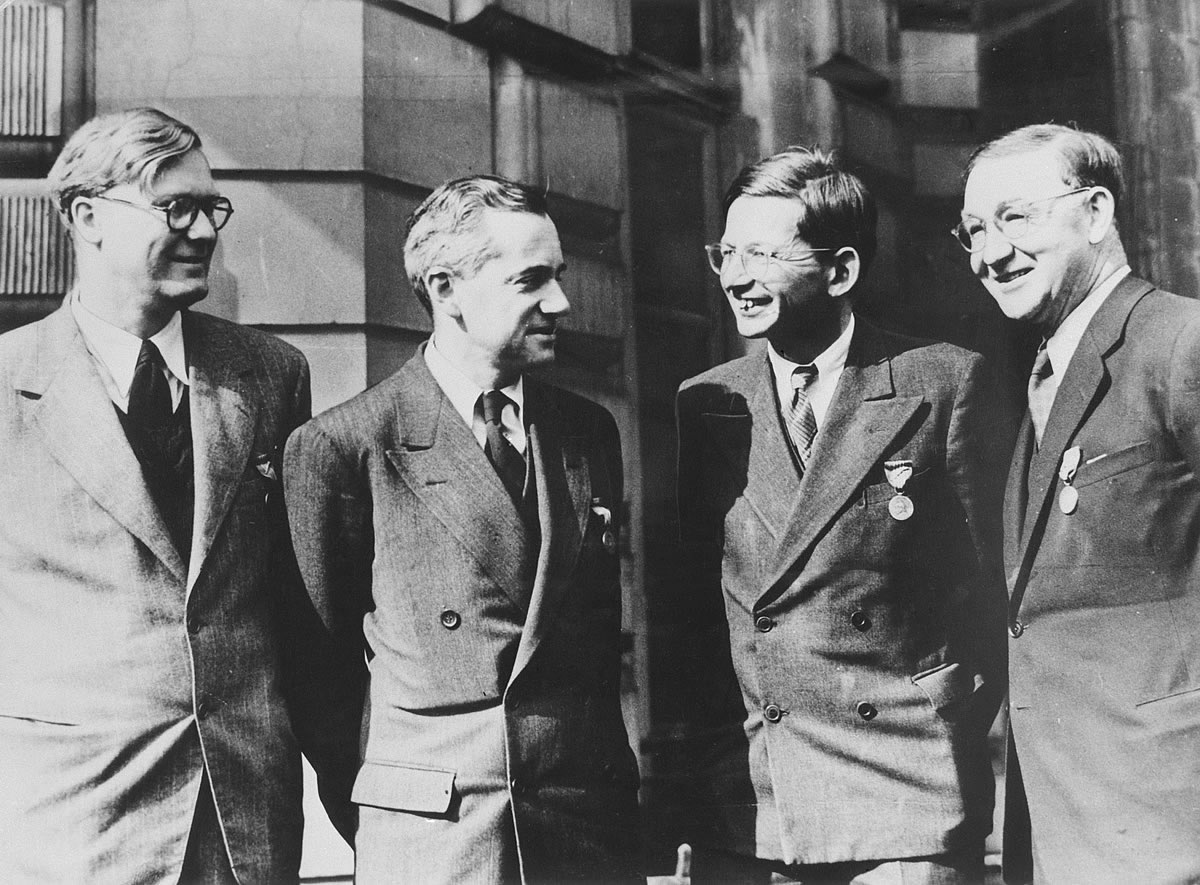
William Penney, Otto Frisch, Rudolf Peierls und John Cockcroft erhalten die Medal of Freedom im Mai 1947

Tube Alloys war der Deckname eines geheimen Forschungs- und Entwicklungsprogramms des Vereinigten Königreiches und Kanadas zur Entwicklung von Kernwaffen während des Zweiten Weltkriegs.
Das britisch-kanadische Tube Alloys Projekt war weltweit das erste Forschungsprojekt für Kernwaffen, es war ein Vorläufer des amerikanischen Manhattan Project.

## Geschichte
Nach Entdeckung der Kernspaltung im Dezember 1938 durch Otto Hahn und Fritz Strassmann sowie deren physikalischen Erklärung durch Lise Meitner und ihren Neffen Otto Frisch  zeichnete sich die theoretische Möglichkeit einer Atombombe ab.

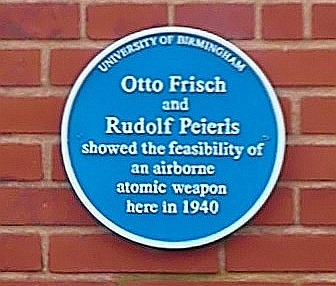
Universität Birmingham, Erinnerungstafel an die Autoren des Frisch-Peierls-Memorandums am Poynting Physics Building

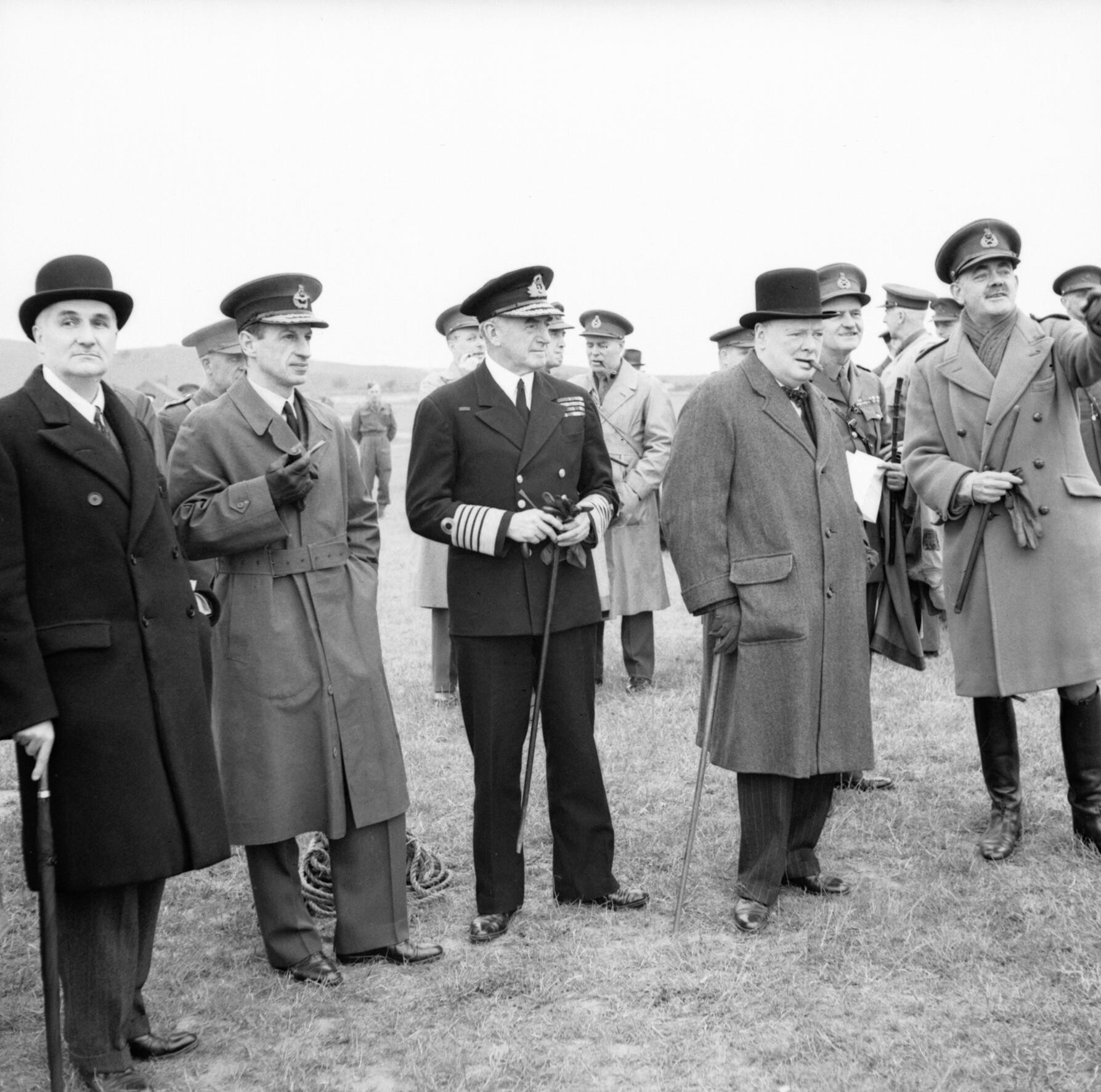
Lord Cherwell, wissenschaftlicher Berater des Premierministers, Chef des Luftstabs Charles Portal, Flottenadmiral Dudley Pound und Winston Churchill im Juni 1941

Die Machbarkeit von Kernwaffen wurde bereits in einer frühen Phase des Krieges erkannt. An der University of Birmingham schrieben Rudolf Peierls und Otto Frisch ein Memorandum, das erklärte wie mit einer geringen Menge von reinem Uran-235 eine Bombe gebaut werden kann, indem eine Kettenreaktion ausgelöst wird, mit einer Sprengkraft von mehreren tausend Tonnen TNT.
Daraufhin wurde 1940 das britische MAUD Committee gebildet, welches darauf drang, die Forschung zum Bau von Kernwaffen voranzutreiben.
Wallace Akers, Forschungsleiter von Imperial Chemical Industries, leitete das Projekt und gab ihm den bewusst harmlos klingenden Decknamen „Tube Alloys“ (deutsch etwa „Röhrenlegierungen“). Tube Alloys war dem britischen Ministerium für Wissenschaft und industrielle Forschung angegliedert (Department of Scientific and Industrial Research).
Aufgrund der hohen Kosten und der Tatsache, dass England in der Reichweite von deutschen Bombern lag, wurde Tube Alloys schließlich mit dem Manhattan Project zusammengelegt und mit den Vereinigten Staaten das geheime Quebec Agreement abgeschlossen. Darin wurde festgelegt, dass beide Staaten Kernwaffentechnologie austauschen, keine Kernwaffen gegeneinander und ohne gegenseitiges Einverständnis keine Kernwaffen gegen Dritte einsetzen. Dennoch gaben die Vereinigten Staaten nicht alle Erkenntnisse des Manhattan Projects an die Briten weiter.
Die Sowjetunion gewann wertvolle Erkenntnisse mit Hilfe von Spionen, welche sowohl das britische als auch das amerikanische Projekt infiltrierten. Dadurch konnte die Sowjetunion als zweite Nation erfolgreich Kernwaffen testen.
Nach Kriegsende beendeten die Vereinigten Staaten die Zusammenarbeit mit den Briten durch den Atomic Energy Act of 1946. Daraufhin nahmen die Briten wieder eine eigene Kernwaffenentwicklung auf, in dem sie das Forschungsprogramm High Explosive Research begannen, auch wurden Produktionsanlagen gebaut. Das Atomic Energy Research Establishment (A.E.R.E. oder umgangssprachlich Harwell) in Harwell bei Didcot war von 1946 bis in die 1990er Jahre das Hauptzentrum für Atomenergieforschung und -entwicklung in Großbritannien.
1952 führte das Vereinigte Königreich den ersten Kernwaffentest unter dem Decknamen „Operation Hurricane“ durch. Es wurde nach den USA und der Sowjetunion die dritte Atommacht.
1958 unter dem Eindruck des Sputnikschocks und nach der Entwicklung einer britischen Wasserstoffbombe unterzeichneten das Vereinigte Königreich und die Vereinigten Staaten das US–UK Mutual Defence Agreement.